# 이슬람 민주주의
이슬람 민주주의는 이슬람 개념에 맞게 민주주의를 행하려는 이데올로기를 뜻한다. 이슬람권에서는 주로 우익 정당들이 표방한다. 사회적으로 매우 보수주의적이지만, 복지나 경제 부분에서는 사회민주주의와 유사하다.

## 같이 보기
- 이슬람 민주주의 정당 목록
- 이데올로기 목록